# 严规熙笃隐修会

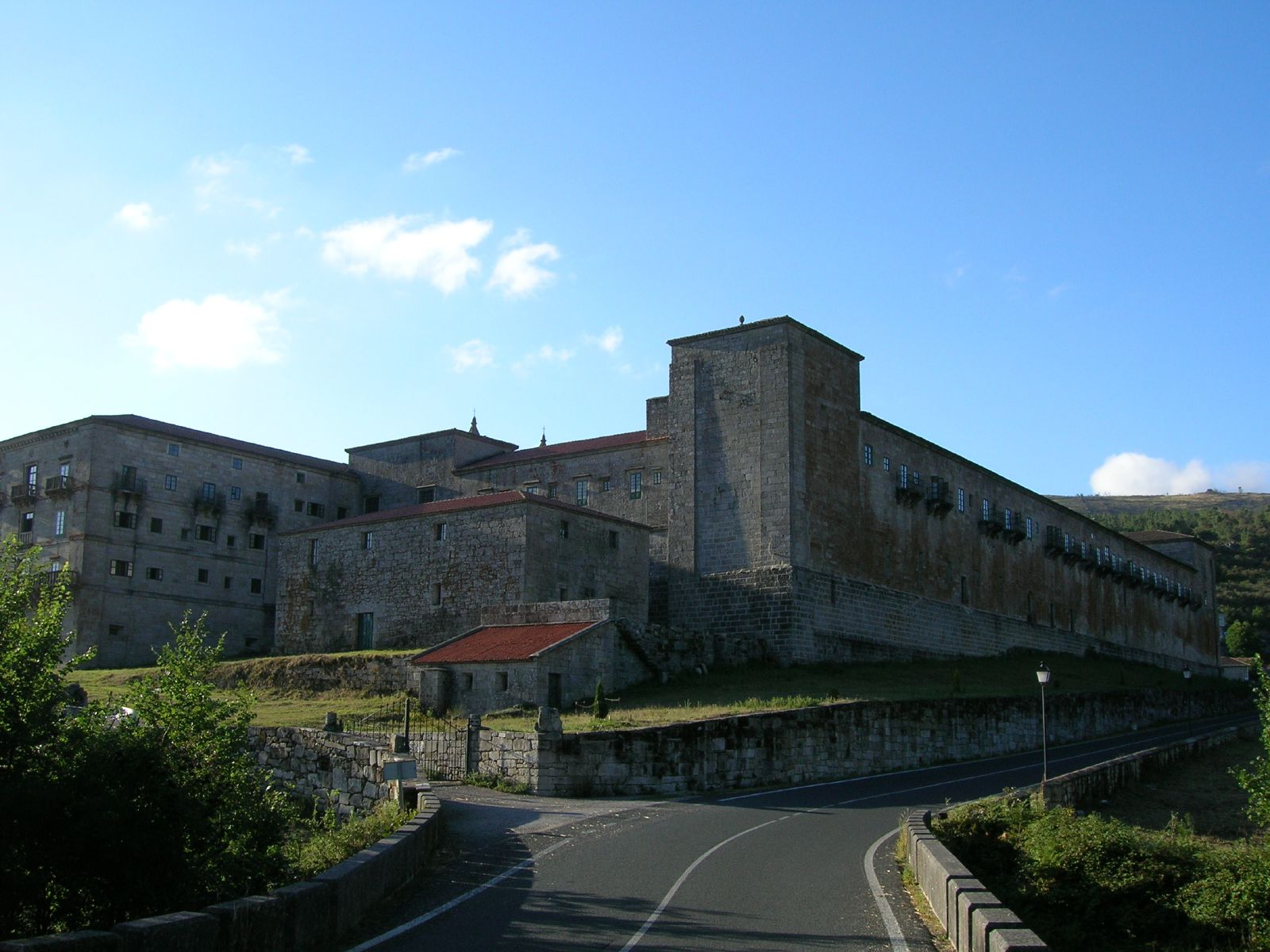
西班牙加利西亚地区的一座严规熙笃修道院（Mosteiro de Santa María de Oseira）

严规熙笃隐修会（拉丁語：Ordo Cisterciensis Strictioris Observantiae，简称O.C.S.O.）是一个严格遵行圣本笃会规的隐世天主教修道会。又称特拉比斯会（Trappist）或特拉普会。是熙笃会的一个分支。
该隐修会始自17世纪法国诺曼底地区的拉特拉普修道院（位于今索利尼拉特拉普）发起的改革运动，旨在追求更加俭朴的生活方式，并最终于1892年独立于原熙笃会。
在比利时等地的一些严规熙笃修道院中，修士不用信眾奉獻，反而「一日不作，一日不食」，作为劳动生活的一环而生产啤酒，后来这种啤酒被统称为特拉比斯修道院啤酒（Trappist beer）。
香港大屿山的圣母神乐院即属于该修道会。